# فرقة بانزر التاسعة (الفيرماخت)
كات فرقة بانزر التاسعة فرقة بانزر تابعة لجيش الألماني الفيرماخت خلال الحرب العالمية الثانية. ظهرت إلى الوجود بعد إعادة تنظيم الفرقة الرابعة الخفيفة في يناير 1940. كان مقر الفرقة في فيينا، في المنطقة العسكرية الألمانية Wehrkreis XVII .
نشأت أصلاً من القوات النمساوية التي تم ضمها إلى ألمانيا قبل الحرب، وكانت فرقة بانزر التاسعة جزءًا من معظم هجمات الجيش الألماني المبكرة في الحرب الخاطفة على أوروبا الغربية. تجتاح الشرق، كانت الفرقة آنذاك أحد مكونات عملية بربروسا، الهجوم الألماني على الاتحاد السوفيتي. لقد كان سيئًا للغاية في معركة كورسك.
بالعودة إلى فرنسا لإعادة البناء في عام 1944، تم التسرع في الفرق لمواجهة عملية أوفرلورد. تم تدميرها عدة مرات متتالية من قبل القوات البريطانية والأمريكية حيث تم دفع الجيش الألماني مرة أخرى للخلف عبر أوروبا. عانت الفرقة من خسائر كبيرة في المدرعات والأفراد حتى انهار أخيراً في مارس 1945. تم دفع عدد قليل من الناجين من الفرقة إلى جيب الرور حيث استسلموا للحلفاء في نهاية الحرب.

## التنظيم
في عام 1942، تم تقسيم الفرقة إلى ثلاثة أفواج. تم تنظيم دباباتها في فوج بانزر 33، الذي كان مدعومًا بفوجين من بانزرجرينادير، أو المشاة الآلية. كانت هذه فوجي بانزر غرينادير العاشر وبانزر غرينادير الحادي عشر. كما تم تكليف الفرقة أيضًا فوج المدفعية 102 بانزر، كتيبة الدراجات النارية التاسعة، كتيبة استطلاع بانزر التاسعة، كتيبة بانزر الخمسين، كتيبة بانزر 86، كتيبة بانزر 81، الكتيبة المضادة للطائرات 287. قوات التموين الفرقة الستين بانزر. 

## القادة
قاد الفرقة 11 شخصًا خلال تاريخها الكلي. وشمل ذلك الجنرال فريدريش فيلهلم فون ميلينثين، الذي كان قائد الفرقة بالنيابة من ديسمبر 1944 إلى فبراير 1945 لأن الجنرال هارالد فرايهر فون إلفيرفيلدت أصيب في هجوم جوي للحلفاء. 
| قائد                                           | تواريخ                          |
| ---------------------------------------------- | ------------------------------- |
| Generalleutnant Alfred Ritter von Hubicki      | 3 يناير 1940 - 14 أبريل 1942    |
| Generalleutnant Johannes Bäßler                | 15 أبريل 1942 - 26 يوليو 1942   |
| اللواء الرائد هاينريش هيرمان فون هولسن         | 27 يوليو 1942 - 3 أغسطس 1942    |
| Generalleutnant والتر شيلر                     | 4 أغسطس 1942 - 21 يوليو 1943    |
| Generalleutnant Erwin Jollasse                 | 22 يوليو 1943 - 20 أكتوبر 1943  |
| اللواء الدكتور يوهانس شولز                     | 20 أكتوبر 1943 - 27 نوفمبر 1943 |
| أوبرست ماكس سبيرلينج                           | 27 نوفمبر 1943 - 28 نوفمبر 1943 |
| Generalleutnant Erwin Jollasse                 | 28 نوفمبر 1943 - 10 أغسطس 1944  |
| أوبرست ماكس سبيرلينج                           | 10 أغسطس 1944 - 2 سبتمبر 1944   |
| اللواء الرائد جيرهارد مولر                     | 3 سبتمبر 1944 - 16 سبتمبر 1944  |
| Generalleutnant Harald Freiherr von Elverfeldt | 16 سبتمبر 1944 - 28 ديسمبر 1944 |
| اللواء الرائد فريدريش فيلهلم فون ميلينثين      | 28 ديسمبر 1944 - فبراير 1945    |
| Generalleutnant Harald Freiherr von Elverfeldt | فبراير 1945 - 6 مارس 1945       |
| أوبرست هيلموت زولينكوبف                        | 6 مارس 1945 - 18 أبريل 1945     |